# ريجنالد ديني
ريجنالد ديني (بالإنجليزية: Reginald Denny)‏ ممثل بريطاني (ولد يوم 20 نوفمبر من العام 1891) كان ديني ممثلاً مشهوراً في الأفلام الصامتة، بدأ مسيرته السينمائية في عام 1915 شارك في العديد من الأفلام العالمية أبرزها فيلم روميو وجولييت

## روابط خارجية
- ريجنالد ديني على موقع IMDb (الإنجليزية)
- ريجنالد ديني على موقع ألو سيني (الفرنسية)
- ريجنالد ديني على موقع تيرنر كلاسيك موفيز (الإنجليزية)
- ريجنالد ديني على موقع أول موفي (الإنجليزية)
- ريجنالد ديني على موقع قاعدة بيانات برودواي على الإنترنت (الإنجليزية)
- ريجنالد ديني على موقع قاعدة بيانات الأفلام السويدية (السويدية)
- ريجنالد ديني على موقع إن إن دي بي (الإنجليزية)
- ريجنالد ديني على موقع قاعدة بيانات الفيلم (الإنجليزية)
- ريجنالد ديني على موقع كينوبويسك (الروسية)